# Бішумуйжа
Бішумуйжа (латис. Bišumuiža) — сучасний ризький мікрорайон, розташований в передмісті Земгальської Риги на південному заході латвійської столиці. Назву отримав за назвою «районоутворючої» міської садиби Біненхоф (Бішумуйжа), що перекладається з німецької мови як «бджолина садиба».

## Історія
Почав розвиватись з 1773 року.

## Транспорт
Автобуси
- 23: вул. Абренес — Баложі
- 26: вул. Абренес — Катлакалнс

Трамвай
- 10: Центральний Ринок — Бішумуйжа